# Брациговски мещровски говор
Брациговският мещровски говор е таен говор на майсторите зидари от Брациговската архитектурно-строителна школа.

## История
Тайният език е създаден от македонските българи, преселили се от Костурско в Брацигово и околните селище в края на XVIII век. Тайният говор принадлежи към групата на дюлгерските тайни говори, подобно на Смилевския таен говор на дебърските майстори. Името му идва от „мещра“ - майстор зидар. Стоян Аргиров в книгата си „Към българските тайни езици“ посочва етимологията на събраните от него 277
думи. Аргиров смята, че между тайните езици мещровският е най-богат в лексикално отношение. Според него 147 са албански, 138 са български с условно значение, 30 са гръцки, 26 турски, 7 румънски, 4
италиански и така нататък и само 32 са с неизвестен произход. Информатор на Аргиров е майстор Никола Каравълков - един от най-добрите познавачи на мещровския говор. Според брациговския краевед Владимир Партъчев речникът на брациговски строители наброява 496 думи.
Според Атанас Мишев, един от историците на Априлското въстание в Брацигово, говорът е използван активно от членовете на революционния комитет в града, от заточениците в Мала Азия и по островите и в затворите на Пловдив и Одрин.

## Пример
Разговор предаден от майстор Атанас Ст. Терзикин: 
| „ | Я ми втувай ти на мене, кои са претат тия мещровци, да ги уштровам яскъ у зърките и да ги втевам къ така съ парясва пуната на тъз бърънска лазарница да ги мажувам яска на посто коло вати за кливата тъ дъ дьоговат ешче еднъж къ съ парясва пуната и да драшчат... Я ми кажи на мене, кои са тези дюлгери, да ги видя в очите и да им кажа как се напуска работа, особено в това хубаво време, да ги глобя аз по сто гроша в полза на църквата, та да помнят още веднъж как се напуска работата... | “ |